# Lai tänav
La rue large (estonien : Lai tänav) est une rue de Tallinn en Estonie,.

## Présentation
La rue Lai tänav part de la rue Nunne tänav au pied de Toompea et rejoint la rue Pikk tänav à la tour Grosse Marguerite à la limite extérieure des remparts de Tallinn.
La rue Lai tänav est l'une des rues principales de la vieille ville médiévale.
Elle est parallèle sur presque toute sa longueur à la rue Pikk tänav qui va de Toompea vers la baie de Tallinn.

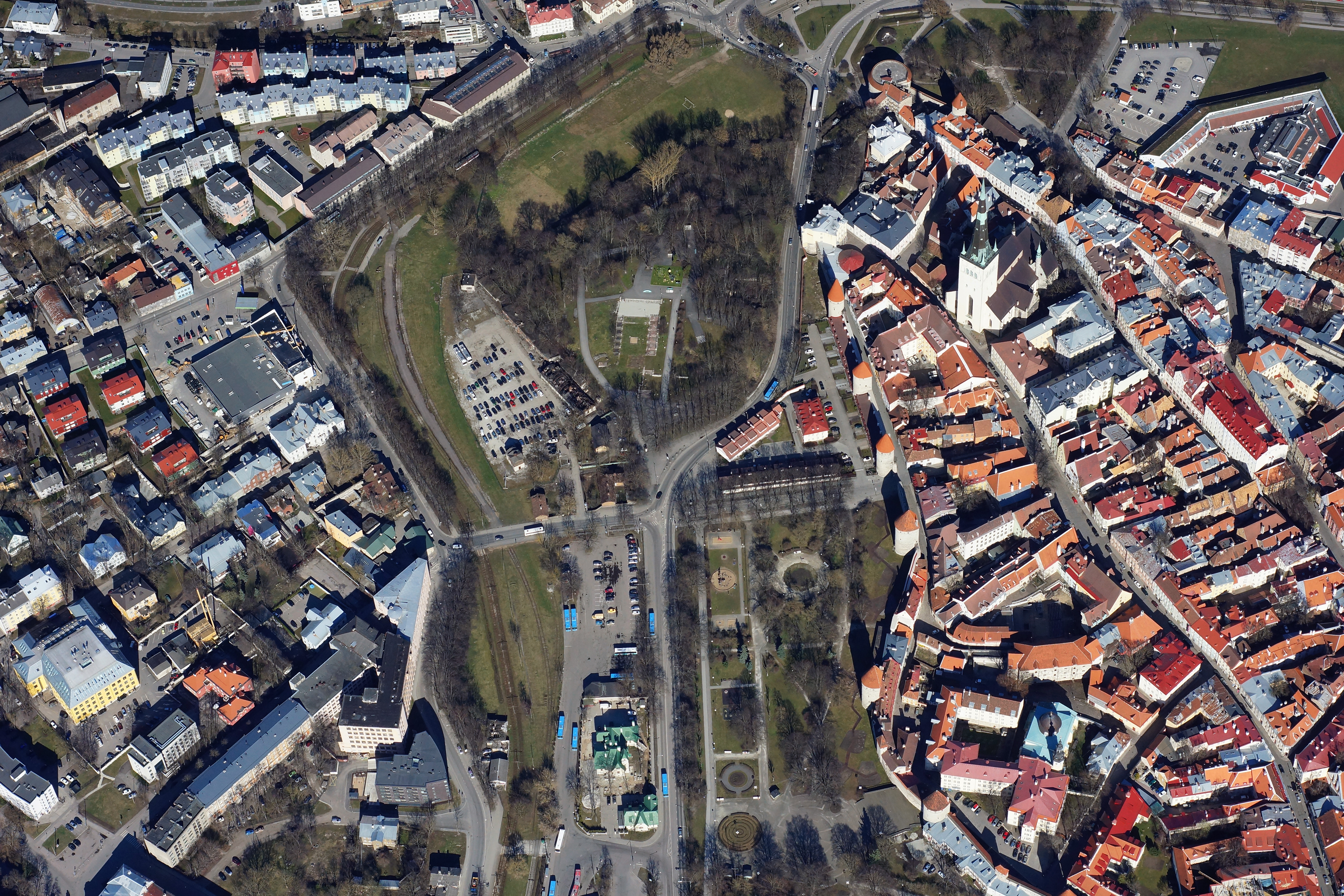
Vanalinn et Lai tänav.

La rue mesure 650 m de long.

## Lieux et monuments de la rue
- Lai tänav 1 - Théâtre de marionnettes et musée NUKU[3].
- Lai tänav 9 - Palais Engelhardt
- Lai tänav 17 - Musée estonien des Arts appliqués et du Design.
- Lai tänav 23 - Théâtre municipal de Tallinn
- Lai tänav 28-30 - Musée estonien de la santé
- Lai tänav 29a – Musée estonien d'Histoire naturelle
- Lai tänav 38-42 – Immeubles résidentiels « Trois Frères »
- Lai tänav 39-41 – Ministère des Affaires rurales
- Lai tänav 47 - Ancien moulin à chevaux
- Lai tänav 49 - Tour Renten[4]
- Lai tänav 50 - Église Saint-Olaf de Tallinn
- Lai tänav  54 - Ancien bâtiment des douanes.

## Galerie

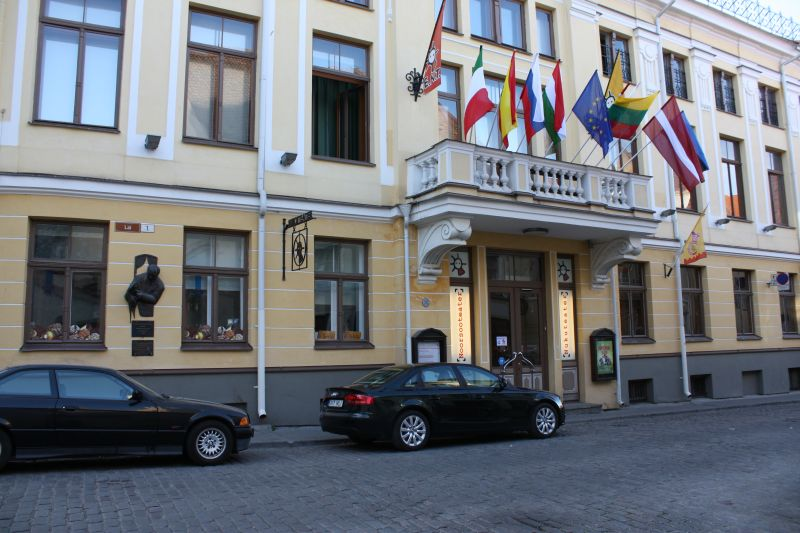
Lai 1, Théâtre de marionnettes et musée NUKU.
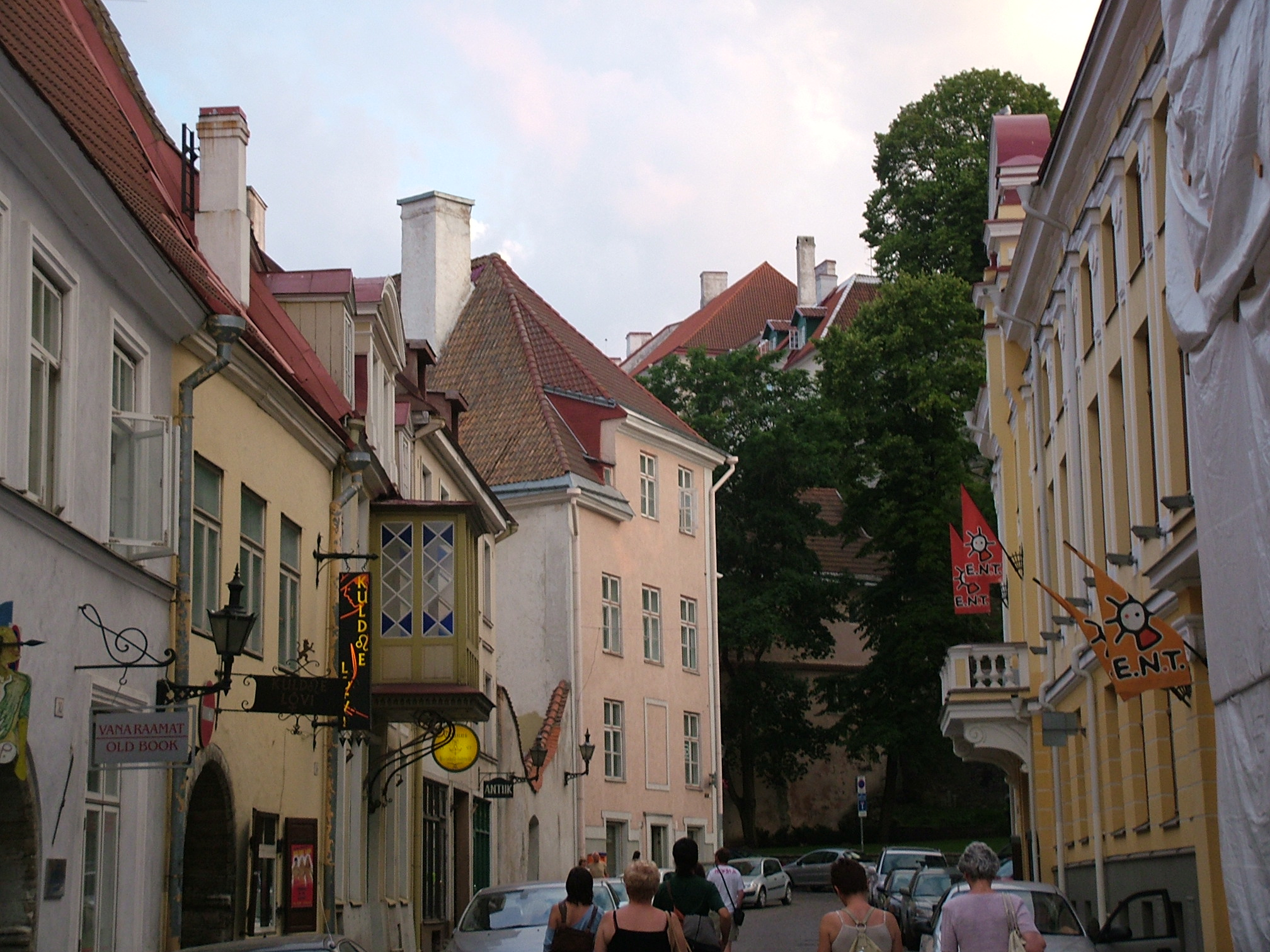
Lai 2, 4, 6 et au fond le Parc du chevreuil.
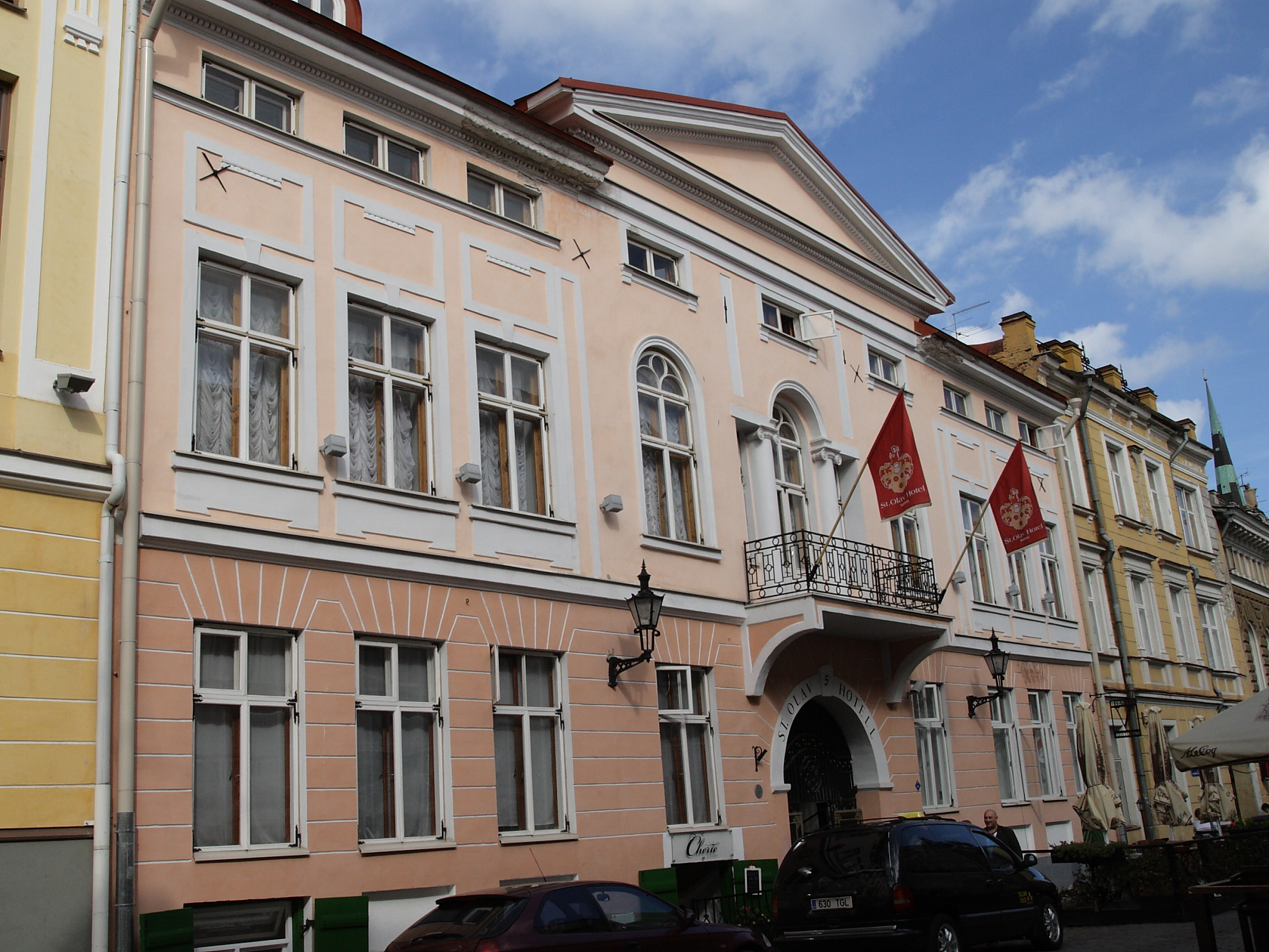
Lai 5, hôtel Saint Olaf.
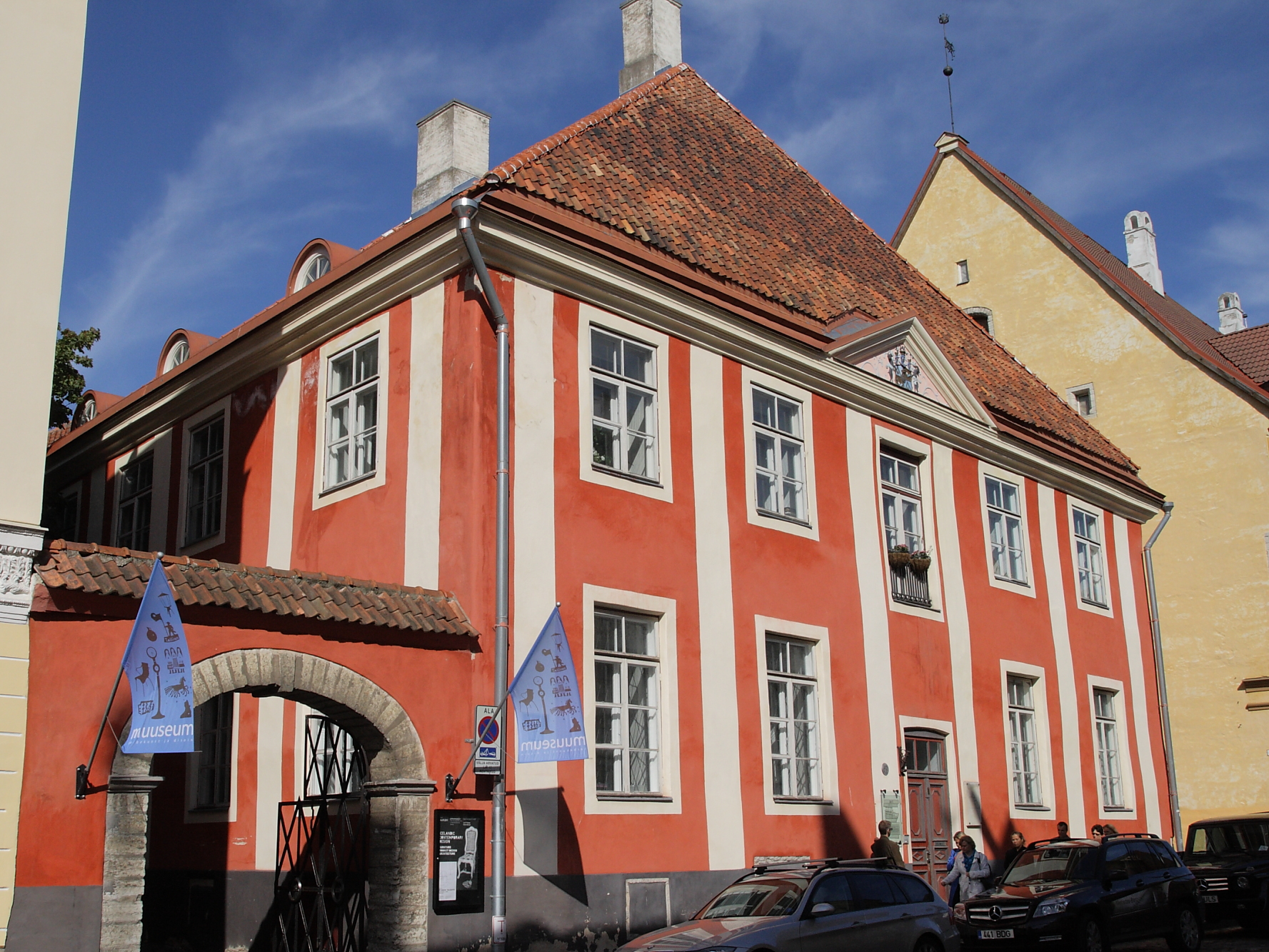
Lai 17.
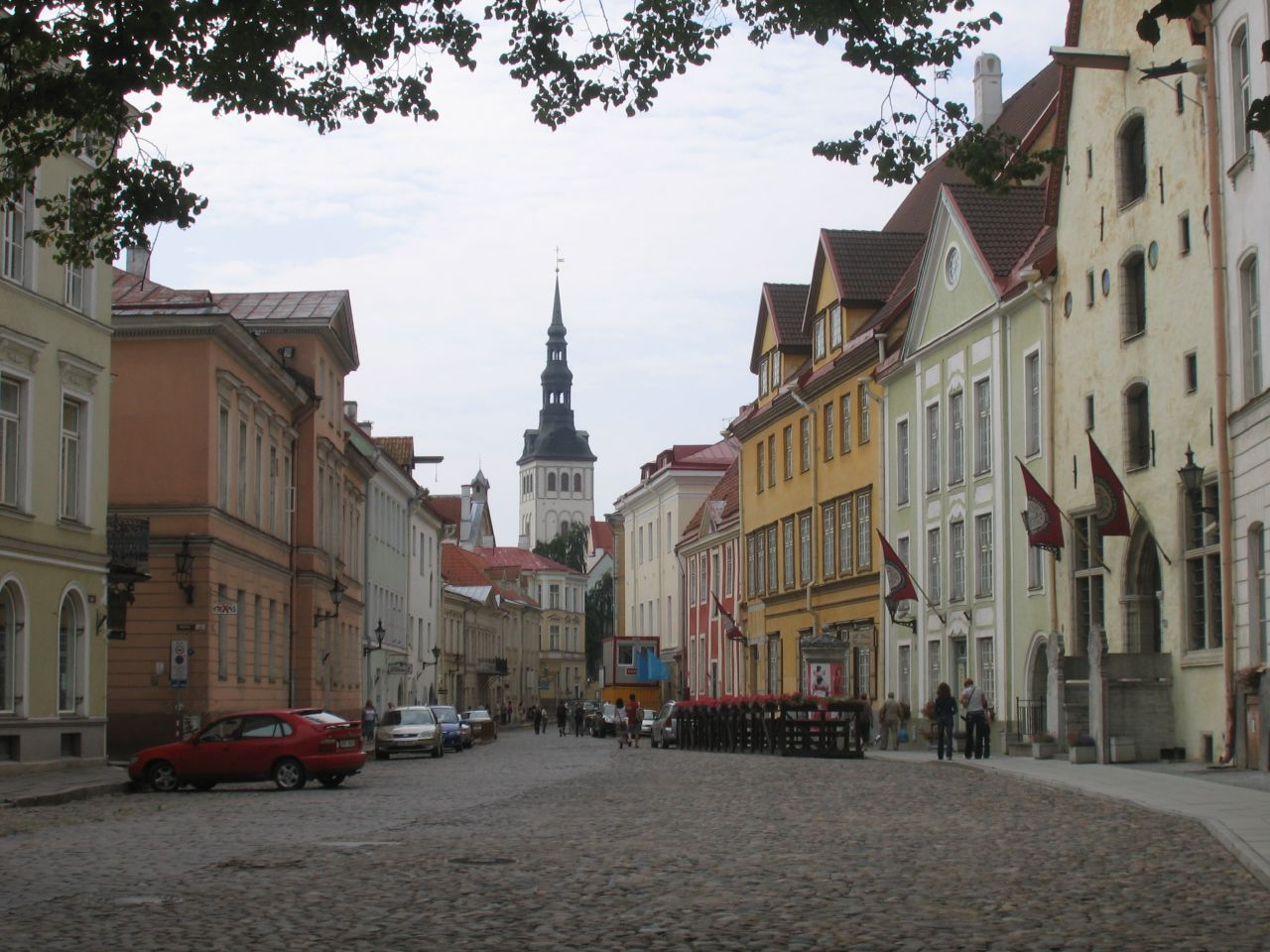
Lai 23, 21, 19 à droite.
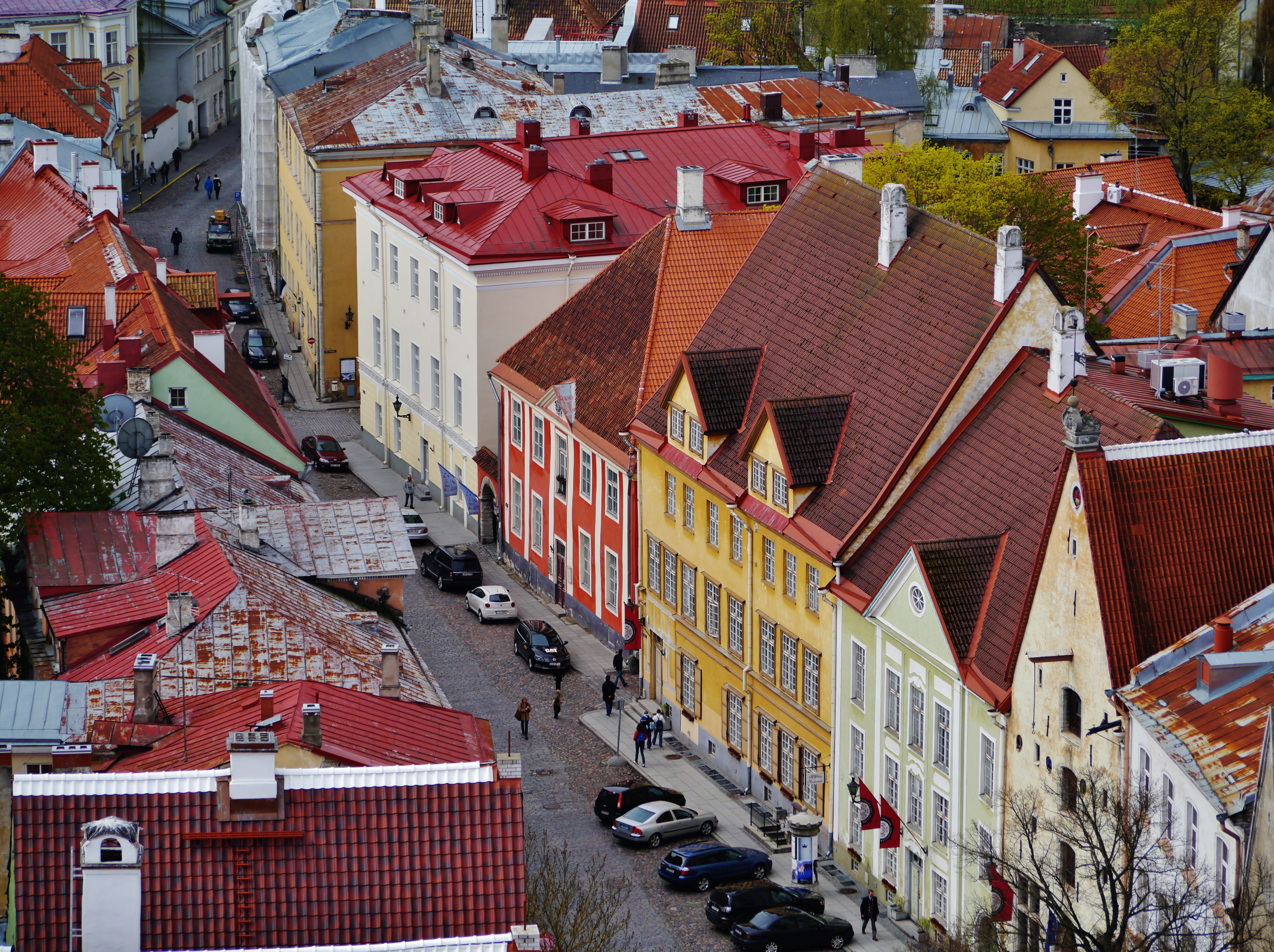
Vue depuis l'église Saint-Olaf.
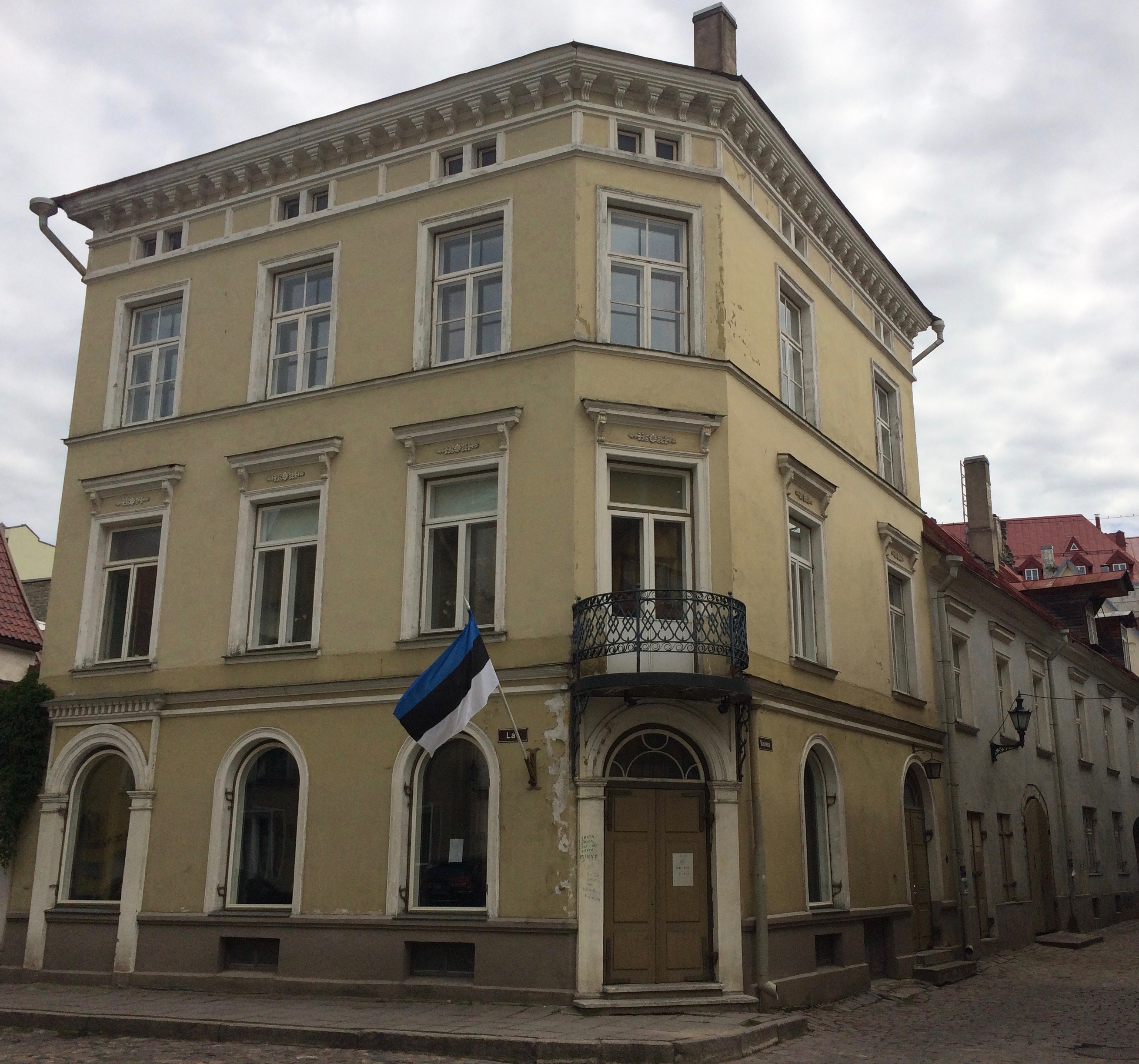
Lai 36.
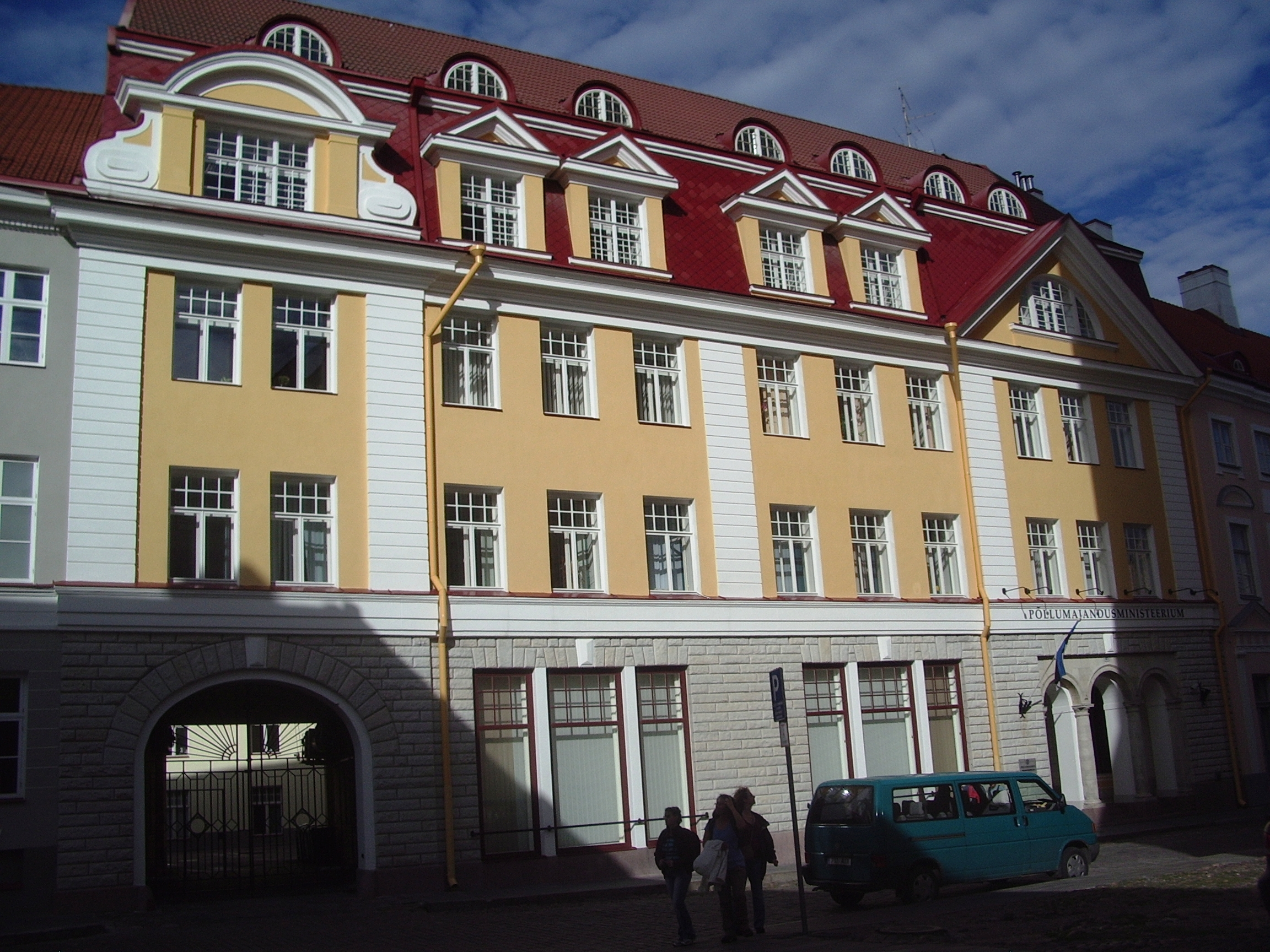
Lai 39, Ministère des Affaires rurales
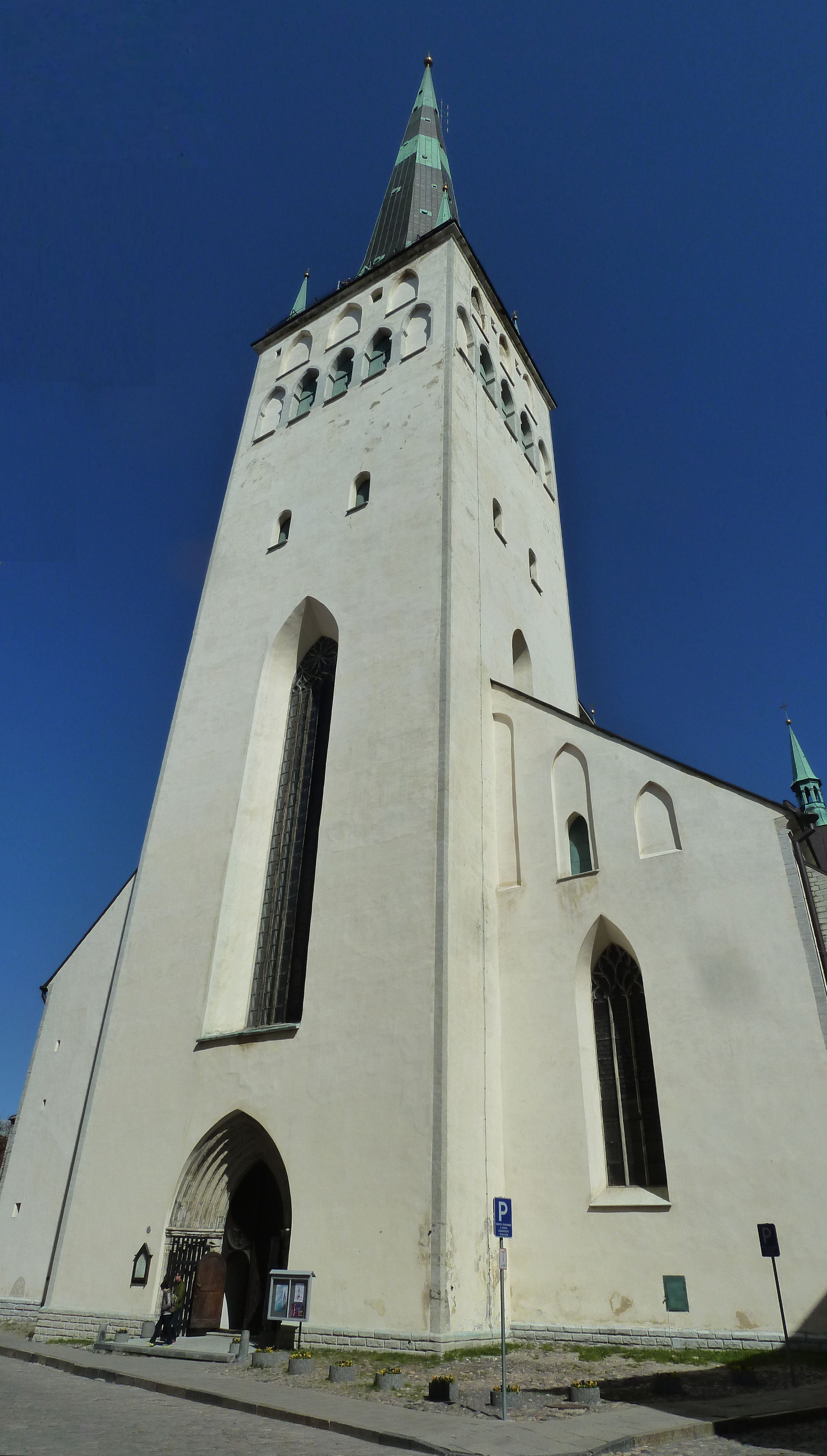
Lai 50, église Saint-Olaf
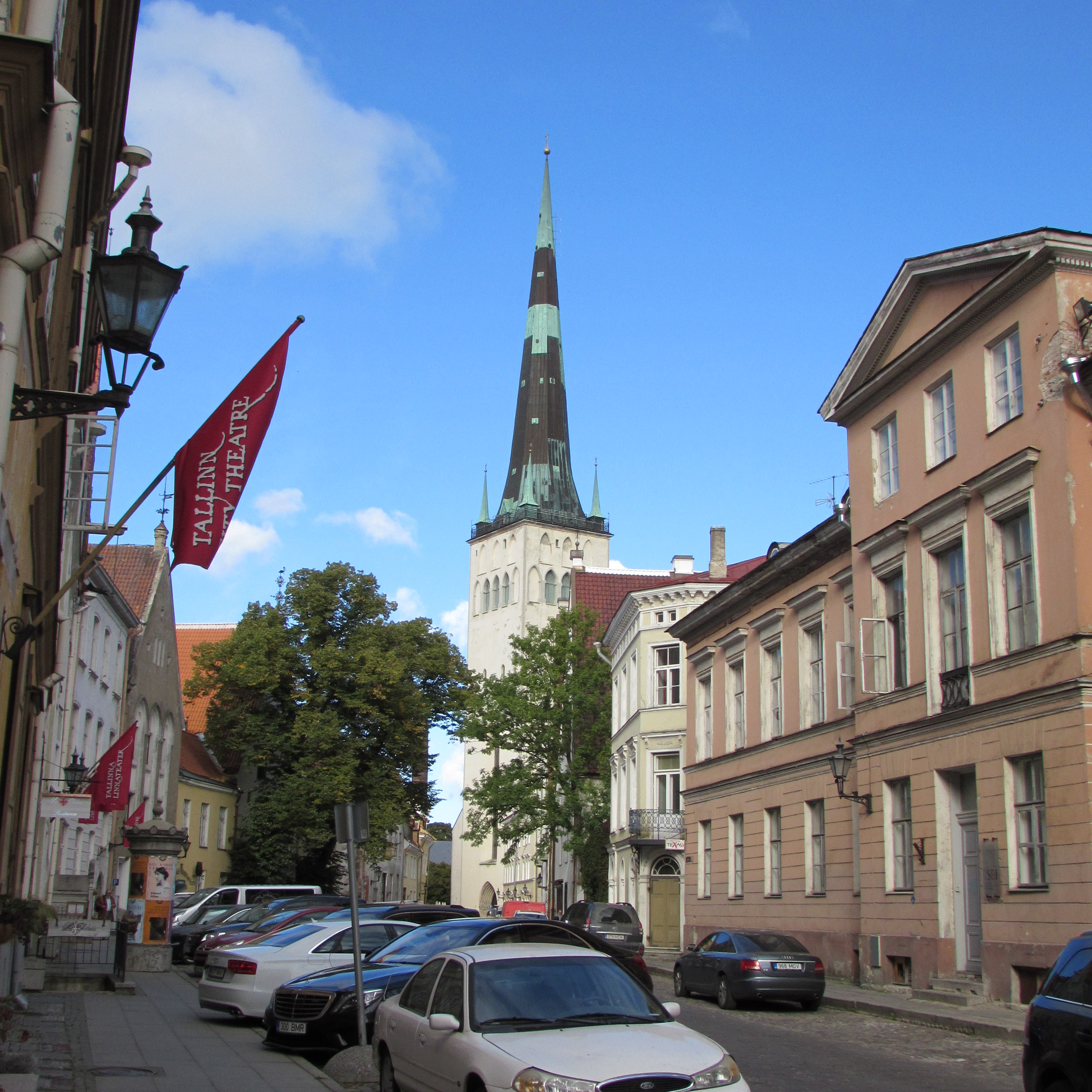
Lai 34.
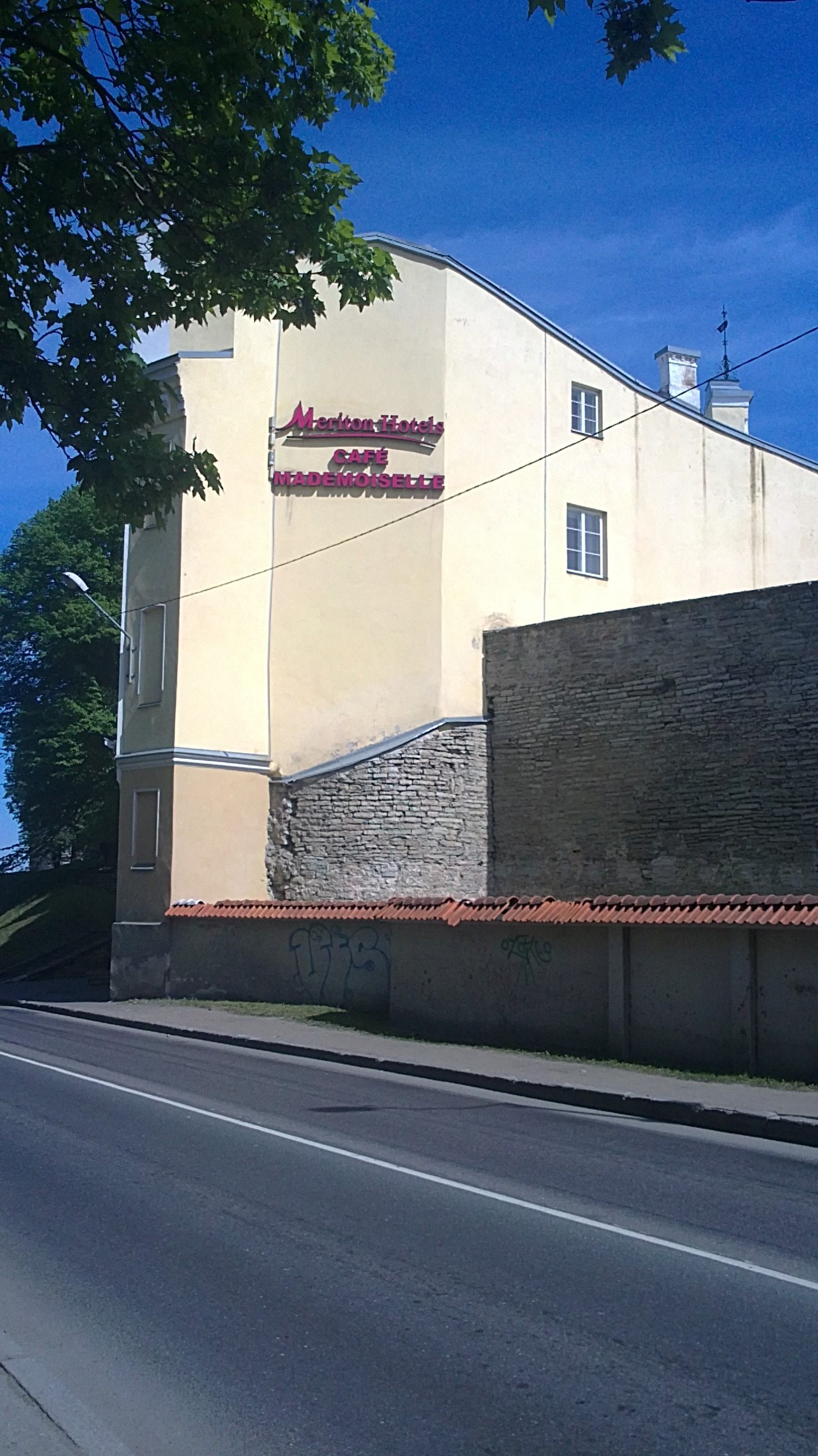
Lai 49, tour Renten.